# ریکو بناتلی
ریکو بناتلی (انگلیسی: Rico Benatelli؛ زادهٔ ۱۷ مارس ۱۹۹۲) بازیکن فوتبال اهل آلمان است.
از باشگاه‌هایی که در آن بازی کرده‌است می‌توان به باشگاه فوتبال ارتسگبیرگ آئو و باشگاه فوتبال وورتسبورگ کیکرز اشاره کرد.